# Amaloxestis
Amaloxestis é um gênero de traça pertencente à família Agonoxenidae.